# Les Cahiers de la compétitivité
Les Cahiers de la compétitivité est un supplément publicitaire publié dans le journal français Le Monde depuis novembre 2005. Il est édité par l'agence Média Thème, une société privée d'édition thématique dont l'objectif principal est de diffuser de l'information concernant la recherche et l'innovation. Le directeur de la stratégie en est Deror Sultan.

## Principes
Composé de 8 à 12 pages, ce supplément du Monde n'a pas de périodicité régulière. Toutes les archives sont disponibles sur le site de Média Thème. 
Cet encart est discrètement signalé en tant que publicité juste sous le titre principal, et par ailleurs dans le cartouche d'identification de la publication : « La rédaction du Monde n'a pas participé à la réalisation de ce supplément ». Toutefois, ce supplément se présente comme un journal avec son édito, ses rubriques et même ses propres encarts publicitaires.

## Orientation
L'orientation idéologique de ce supplément est d'inspiration libérale puisqu'elle insiste sur la nécessité d'un rapprochement public-privé dans le domaine de la recherche et développement (R&D), valorise l'initiative.